# Kongeparrets besøg i Brønderslev 24. juli 1951
|  | Denne artikel er oprettet af botten Steenthbot ud fra en ekstern database. Den kan derfor have sproglige fejl eller mangler. Denne skabelon kan fjernes efter kontrol af indholdet. |

Kongeparrets besøg i Brønderslev 24. juli 1951 er en dansk dokumentarisk optagelse fra 1951.

## Handling
Kong Frederik IX og Dronning Ingrid besøger Brønderslev den 24. juli 1951. En festpyntet by tager imod. Rådhuset er dekoreret med guirlander, og i butiksvinduerne er der billeder af kongeparret. Korps og foreninger er opstillet, børn med flag venter spændt, og byens amtmand, borgmester og politimester ser til, at alt er i orden. En kæmpe æresport er opført. Kongen kører selv bilen. Regentparret hilser på byens honoratiores og diverse formænd- og kvinder. Besøg på Pedershaab Maskinfabrik, hvor produktionshallen vises frem. Efter et kort, men vellykket besøg i Brønderslev, forlader kongeparret igen byen.

## Medvirkende
- Kong Frederik IX
- Dronning Ingrid
- Thorvald Jensen, Borgmester